# 곰베 국립공원

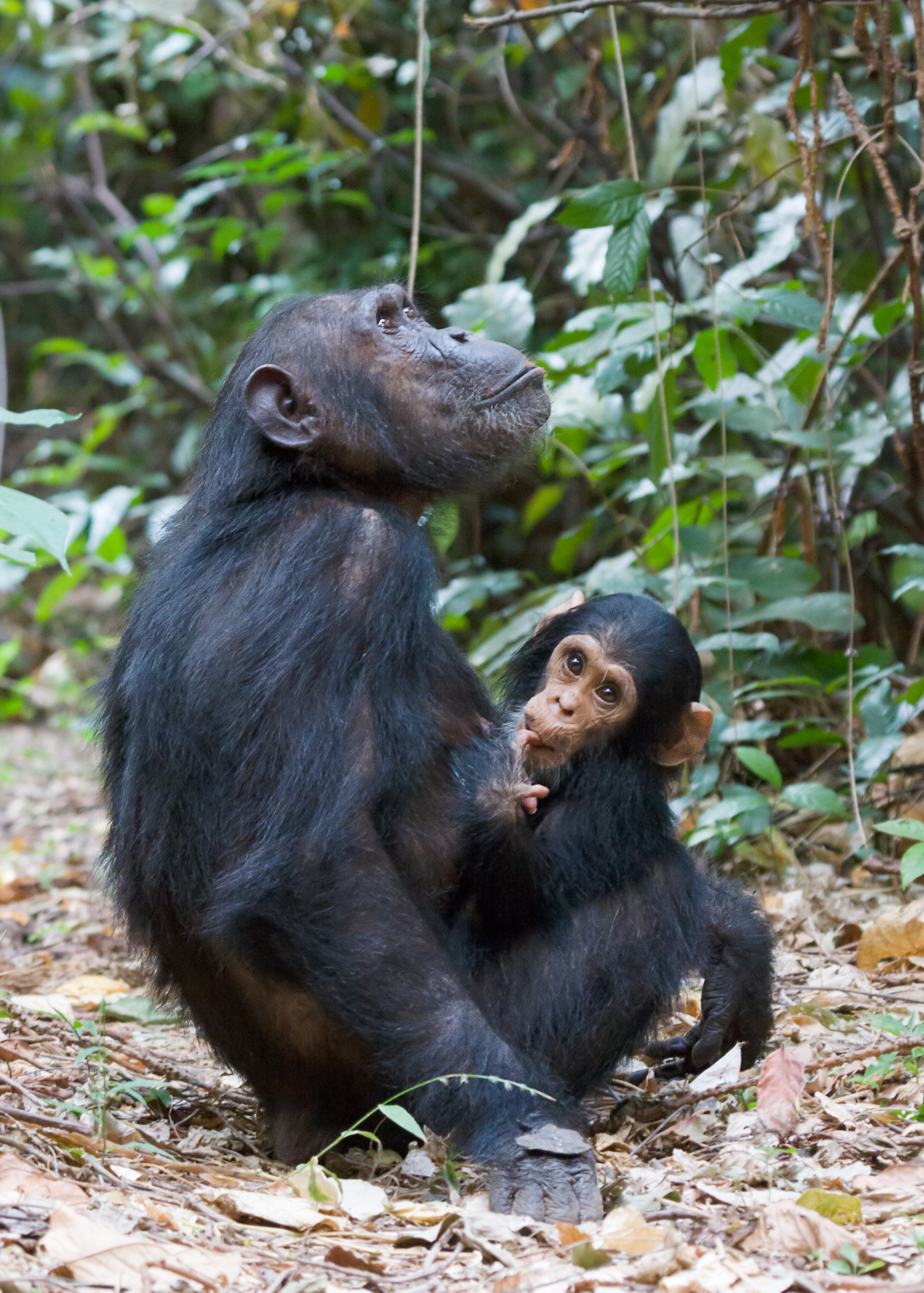

곰베 국립공원(Gombe National Park, Gombe Stream National Park)은 탄자니아 키고마주의 키고마 지역에 있는 국립공원으로, 키고마주의 수도인 키고마에서 북쪽으로 16km 지점에 떨어져 있다. 1968년에 설립된 이 국립공원은 탄자니아에서 가장 작은 국립공원 중 하나이며, 탕가니카호 동쪽 해안의 언덕을 따라 보호 구역이 35km2(13.5평방 마일)에 불과하다. 지형은 가파른 계곡으로 구별되며 초목은 초원에서 삼림, 열대 우림에 이르기까지 다양하다. 보트로만 접근할 수 있는 이 공원은 제인 구달이 침팬지 개체군에 대한 행동 연구를 개척한 장소로 가장 유명하다. 여러 책과 다큐멘터리에 등장한 카사켈라 침팬지 공동체는 곰베 국립공원에 살고 있다.
침팬지 외에도 곰베천 국립공원에 서식하는 영장류로는 해변가 올리브개코원숭이, 붉은콜로부스, 붉은꼬리원숭이, 푸른원숭이, 버빗원숭이 등이 있다. 붉은꼬리원숭이와 푸른원숭이도 이 지역에서 교배하는 것으로 알려져 있다. 이 공원에는 200종 이상의 조류와 강멧돼지가 서식하고 있다. 또한 많은 종류의 뱀이 있으며 가끔 하마와 아프리카표범도 있다.

## 같이 보기
- 곰베 침팬지 전쟁